# Campbon

Campbon este o comună în departamentul Loire-Atlantique, Franța. În 2009 avea o populație de 3,764 de locuitori.